# El Veloz
El Veloz: periódico quincenal ilustrado de sport, literatura y artes, va ser una publicació periòdica reusenca apareguda el 1895 a Reus, portaveu de El Veloz Club, un grup ciclista de curta existència, ubicat al carrer de santa Anna.
El 1894 l'ajuntament de Reus va cedir uns terrenys per a la construcció d'un velòdrom, cosa que propicià l'expansió d'aquest esport i la constitució de diversos clubs, i encara que en principi el velòdrom va ser propietat del Club Velocipedista, hi practicaven persones particulars i altres clubs, com ara El Veloz.
La publicació era quinzenal, tenia molt bona factura tècnica i disseny acurat. La capçalera va ser dibuixada per A. Fargas. Possiblement va ser la primera revista reusenca que va publicar fotogravats. Tenia 10 pàgines, feia 31 cm. i portava una sobrecoberta amb publicitat. S'imprimia a la Impremta Ferrando, i els dos últims números coneguts a la de E. Navàs. Va tenir una curta durada, només en van sortir cinc números, segurament perquè el Club va desaparèixer en no quallar entre el públic, i perquè altres clubs van agafar més volada. La temàtica era exclusivament ciclista i la seva intenció era crear aficionats. Portava notícies de ciclisme d'altres llocs de l'estat i de l'estranger.

## Col·laboradors
Entre els col·laboradors trobem Jaime de Navinés, un conegut ciclista barceloní, que va publicar a les pàgines de la revista una breu història del ciclisme a Espanya, i explicava que el 1885 els ciclistes es trobaven enmig de l'hostilitat popular, de "las rechiflas del vulgo". L'aparició d'aquesta revista reflecteix l'interès prou ampli per la nova moda, cosa que en permetia l'edició. A més indicava que la bicicleta s'introduïa com un luxe, una distracció lúdica, i no com un instrument pràctic de desplaçament laboral, per exemple, o un aparell gimnàstic. El ciclisme era una excusa per la relació social d'elit. Una nota publicada a la revista (1-IX-1895, núm. 2, p. 4) parla dels "reusenses de los barrios bajos" i admet que "los ciclistas (...) gozamos fama de ricos y aristócratas", i ataca l'alcalde de València que volia crear un impost de circulació per a les bicicletes.
Per a confirmar aquesta imatge elitista i d'excusa per a la relació més que d'esport, hi ha un article d'un altre col·laborador, Eugeni Mata, un escriptor intel·lectualment menor però molt ben considerat a la ciutat entre la burgesia, que diu que: "Se robustece este sport al hacer prosélitos en las elevadea esferas", i creia que amb "estas lijeras máquinas" es podia "atravesar el espacio a una velocidad rayana en el delirio". S'atreveix a afirmar que el segle XX seria el segle "caracterizado por la rapidez del movimiento, pues (...) por dondequiera que vayais vereis cruzar bicicletas en todas direcciones". Però la bicicleta també es presentava com un element progressista, i al mateix número 2 trobem un poema de Josep Aladern "La bicicleta y'l pregrés", on també es comentava que un diari de Sant Sebastià, El Fuerista, "viene de un tiempo a esta parte atacando el ciclismo" perquè, diu, era un diari retrògrad i contrari al progrés. També hi col·laboraven Francesc Gras i Elies, Josep Ferré Gendre i un il·lustrador, A. Soler, amb bona tècnica artística.

## Localització
- A la Biblioteca Central Xavier Amorós de Reus es conserven els números 2 i 5[2]
- Alguns exemplars a la biblioteca de la Universitat de Barcelona[3]